# Percival J. Illsley
Percival John Illsley (* 1865 in Cheddleton, Staffordshire, England; † 13. Oktober 1924 in Montreal) war ein kanadischer Komponist, Organist, Chorleiter und Musikpädagoge.

## Leben und Wirken
Illsley war Schüler und Assistent des Organisten der Kathedrale von Lichfield und wirkte dann als Organist in Grendon/Warwickshire und an der Holy Trinity Church in Queensbury/Yorkshire. Daneben war er auch als Chorleiter tätig.
Von 1891 bis 1924 war er Organist und Chorleiter an der anglikanischen St George’s Church in Montreal. Daneben wirkte er von 1895 bis 1899 am Dominion College of Music, 1903 am Montreal Diocesan College und von 1904 bis 1908 am McGill-Conservatory. Zu seinen Schülern zählten George MacKenzie Brewer, Orpha-F. Deveaux und Arthur Egerton. Von 1920 bis 1922 war er Präsident des Royal Canadian College of Organists.
Sein wichtigstes Werk ist die Kantate Ruth (1894), die 1896 in der St George’s Church uraufgeführt wurde. Daneben komponierte er Hymnen, Anthems, Lieder und Orgelwerke.